# Gaskognische Sprache

Karte der Sprachen und Dialekte Frankreichs

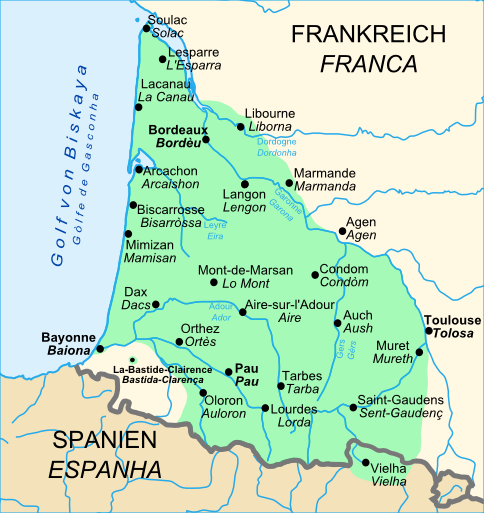
Verbreitungsgebiet des Gaskognischen

Die gaskognische Sprache ist eine galloromanische Sprache, die auf dem Gebiet der historischen Provinz Gascogne im Südwesten Frankreichs sowie in der Varietät Aranesisch im Val d’Aran im Nordwesten des spanischen Katalonien gesprochen wird. Offiziellen Status besitzt nur das Aranesische in Katalonien.

## Name und Einordnung
Der Name Gaskognisch (gascognisch und französisch gascon) ist gleicher etymologischer Herkunft wie die Bezeichnung seiner Nachbarsprache, des Baskischen (gaskognisch basc, französisch basque, spanisch vasco).
Es ist umstritten, ob Gaskognisch eine eigene Sprache oder ein Dialekt des Okzitanischen ist. Eine Mehrheit der Linguisten ist der Ansicht, dass Gaskognisch Teil des okzitanischen Sprachraumes ist; eine Minderheit vertritt die Meinung, es handele sich um eine eigene Sprache.
In jedem Fall weist das Gaskognische phonetische, syntaktische und lexikalische Eigenarten auf, die es von den anderen okzitanischen Dialekten unterscheiden. Dies wird zum Teil mit der Existenz eines aquitanischen Substrats erklärt. Das Aquitanische, das in der Gascogne vor der Romanisierung gesprochen wurde, war nach heutigem Kenntnisstand eng mit dem Baskischen verwandt. In späterer Zeit könnte zudem das Baskische als Adstrat diese Substratwirkung verstärkt haben.

## Verbreitung
Das traditionelle Verbreitungsgebiet des Gaskognischen wird grob vom Hauptkamm der Pyrenäen im Süden (gegenüber dem Katalanischen und Aragonesischen), dem Flusslauf der Garonne und Gironde im Osten und Nordosten (gegenüber dem Languedokischen und dem zu den Langues d’oïl gehörenden Poitevin-Saintongeais) und dem Atlantik (Golf von Biskaya) im Westen begrenzt, während im Südwesten gegenüber dem Baskischen keine klare natürliche Grenze besteht.
Gascognisch wird in folgenden französischen Départements gesprochen:
- Hautes-Pyrénées
- Landes
- Gers
- Gironde (Teile)
- Pyrénées-Atlantiques: Béarn sowie zweisprachig baskisch-gaskognisches Gebiet von Bayonne, Biarritz, Bidache, La Bastide-Clairence
- Lot-et-Garonne (Teile)
- Haute-Garonne (Teile)
- Ariège (Teile)

In Spanien ist heute nur das Val d’Aran in Katalonien gaskognisch-sprachig. Im Mittelalter waren überdies einige der Küstenstädte der Provinz Gipuzkoa (Donostia-San Sebastián, Hondarribia, Pasaia) gaskognisch-baskisch zweisprachig, die heute spanisch-baskisch zweisprachig sind.
Die heutige Sprecherzahl des Gaskognischen auf französischem Staatsgebiet wird auf gut 500.000 geschätzt, wobei der Anteil der Sprecher an der Gesamtbevölkerung stark variiert. Am höchsten ist er in den ländlich geprägten Gebieten der Pyrenäen (35 % im Département Hautes-Pyrénées), am geringsten in den größeren Städten (3 % in der Stadt Bordeaux [gaskognisch Bordèu]), wo das Gaskognische heute weitgehend vom Französischen verdrängt worden ist.
Laut Sprachzensus von 2001 wird das Aranesische im Val d’Aran von ca. 6.700 Personen (88,88 % der Bevölkerung) verstanden und von ca. 4.700 Personen (62,24 %) gesprochen. Etwa 4.400 (58,44 %) können es lesen und etwa 2.000 (26,69 %) auch schreiben.

## Dialekte
| 1  | –ll- > -r-, -ll- > -th (anhèra < AGNELLA; anhèth < AGNELLUM)              |
| 2  | f > h (haria < FARINA)                                                    |
| 3  | r- > arr- (arren < REM)                                                   |
| 4  | –n- > 0 (lua < LUNA)                                                      |
| 5  | –nd- > -n- (tóner < TONDERE)                                              |
| 6  | praube < PAUPERUM (mit Metathese)                                         |
| 7  | syntaktischer Typ que vieni (Enunziativ mit que)                          |
| 8  | syntaktischer Typ quan lo men hilh sia gran (mit Konjunktiv im Nebensatz) |
| 9  | bestimmter Artikel m. eth < ILLUM, f. era < ILLA                          |
| 10 | lexikalischer Typ maishèra in der Bedeutung ‚Wange‘                       |
| 11 | lexikalischer Typ tós in der Bedeutung ‚Tränke für Tiere‘                 |

Isoglossen, die das Gebiet des Gaskognischen begrenzen oder schneiden; südwestlich bzw. südlich der nummerierten Isoglossen erstrecken sich die Verbreitungsgebiete der folgenden sprachlichen Merkmale:

Das Gaskognische gliedert sich in zahlreiche Mundarten. Während über die Abgrenzung des Gaskognischen nach außen allgemein Einigkeit herrscht, ist die Zusammenfassung der gaskognischen Mundarten zu einer begrenzten Anzahl von Dialektgruppen schwierig, da die innergaskognischen Isoglossen selten parallel zueinander verlaufen. Zudem werden dialektale Sprachformen auf französischem Staatsgebiet von den Sprechern traditionell meist einfach als patois bezeichnet, so dass es auch keine allgemein verbreiteten traditionellen Benennungen für solche Dialektgruppen gibt. 
Als Unterdialekte des Gaskognischen werden häufig genannt Bearnesisch (béarnais) im Béarn, wo aufgrund der jahrhundertelangen politischen Selbständigkeit, die mit der amtlichen Verwendung der einheimischen Sprache verbunden war, ein eigenständiges Sprachbewusstsein existiert, und Landesisch (landais) im Département Landes. Eine Sonderstellung hat aus heutiger soziolinguistischer Sicht das Aranesische (aranais) im Val d’Aran in Katalonien, da es als einzige Varietät des Gaskognischen über eine auf lokaler Ebene allgemein anerkannte Kodifikation verfügt und als Amtssprache verwendet wird; auf sprachstruktureller Ebene unterscheidet es sich jedoch nur wenig von den benachbarten gaskognischen Varietäten auf französischer Seite der Staatsgrenze.

## Charakteristika
Die auffallendsten Charakteristika, die das Gaskognische gleichzeitig von den anderen okzitanischen Dialekten abgrenzen, sind phonetischer und syntaktischer Art.
- lateinisches f- im Anlaut wird im Gaskognischen (wie zumeist im Spanischen) zu h-: femina ‚Frau‘ > hemna
- lateinisches -ll- wird im Gaskognischen am Wortende zu -th und intervokalisch zu -r-: castellum ‚kleine Burg, Schloss‘ > castèth, illa ‚jene‘ > era ‚die‘, bestimmter femininer Artikel in einigen gaskognischen Dialekten
- lateinisches intervokalisches -n- entfällt: luna ‚Mond‘ > lua
- „Enunziativ“: Die meisten gaskognischen Dialekte leiten das Prädikat gewöhnlich mit einer von mehreren Partikeln ein. Die häufigste dieser Partikeln ist que, das in normalen Aussagesätzen steht: Que sabi ‚ich weiß‘.

Siehe zu diesem Thema auch Charakteristika des Aranesischen